# 檀之堅
檀之堅（？—1595年），字貞卿，號少川，直隸池州府建德縣人，明朝政治人物。

## 生平
隆庆壬申十二月二十五日（官年）生，治诗经。萬曆二十二年（1594年）甲午科應天鄉試第七名舉人，萬曆二十三年（1595年）乙未科會試第九十二名，廷試三甲第二十三名進士，大理寺觀政，未授官，卒于京。妻高氏聞訃，即欲自盡，因有遺孕暫止。既而產女，遂水漿不入口七日死，奉旨旌表。

## 家族
曾祖檀菴。祖檀謙，训导。父檀良寀，训导。母姚氏。具庆下。兄之僑、之桢、之棟。弟之榮。娶桂氏，继黄氏、高氏。